# Embalse de San Lorenzo de Mongay
El embalse de San Lorenzo de Mongay (en catalán, embassament de Sant Llorenç de Montgai)  se encuentra en el río Segre, entre Camarasa Fontllonga y Balaguer, aguas abajo de la confluencia de los ríos Segre y Noguera Pallaresa, en la comarca de Noguera (España). A sus orillas se encuentra el núcleo de San Lorenzo de Mongay, que pertenece al municipio de Camarasa Fontllonga, como todo el embalse, situada al norte. Por debajo de la presa, se encuentran la urbanización Cantaperdius y el núcleo de Gerb, que pertenecen a Os de Balaguer.
Comenzó su construcción en 1928, durante el periodo de gobierno de Primo de Rivera. La presa es mixta de hormigón y tierra. En la presa del hormigón la profundidad no alcanza los 10 m y en la zona de tierra es de entre 2 y 3 metros. La profundidad máxima del embalse es de 18 m, con una media de 7,6 m y poca fluctuación de nivel, aunque las diferencias en el embalsamiento del agua vayan entre los 1,3 hm³ y los 9 hm³, con una media anual de 3,7 hm³ entre los años 1945 y 2009. Esto permite el asentamiento de vegetación acuática (carrizos) y limita la erosión.
Del embalse nace el Canal Auxiliar de Urgell, destinado a riego y agua potable en la margen izquierda del Segre, con un caudal de 8 m³/s. A pie de presa se encuentra la central hidroeléctrica de San Lorenzo de Mongay, que devuelve el agua inmediatamente al curso fluvial.
Entre octubre y noviembre de 2012 se procedió a vaciar parcialmente el pantano de San Lorenzo de Mongay para llevar a cabo una revisión de las compuertas de los aliviaderos. A finales de enero de 2013, el embalse estaba lleno de nuevo.

## Accesos
La carretera LV9047, entre Camarasa y Lérida, bordea el pantano por la izquierda, así como la línea de los Ferrocarriles de la Generalidad de Cataluña (FGC) entre Lérida y Puebla de Segur, con parada en Gerb y San Lorenzo de Mongay.

## Entorno
El embalse está catalogado como Reserva Natural de fauna salvaje por las aves acuáticas San Lorenzo de Mongay, y como zona húmeda de importancia nacional.
Con una altitud de solo 240 m, el pantano está cerrado por la derecha por los despeñaderos calizos de la Coma de Gelis, de 504 m, y el Montero, de 574 m, pero a la izquierda se encuentra un llano que continúa tras la presa. Entre la presa y otra más pequeña que hay aguas abajo, conocida como el Partidor de Balaguer, que genera un embalse de unos 247.000 m², se encuentra la Zona Húmeda Confluencia Segre-Noguera Pallaresa. De esta segunda presa nace el Canal de Balaguer.
En el embalse se puede practicar la navegación, especialmente el piragüismo. La navegación a motor está prohibida. 
Entre los peces que se encuentran en el embalse figuran la carpa común (Cyprinus carpio), la lucioperca (Sander lucioperca), el lucio (Esox lucius), el black-bass (Micropterus salmoides), la madrilla (Chondrostoma toxostoma), el cacho (Leuciscus idus), el barbo colirrojo (Barbus haasi), el gobio (Gobio gobio), el bagre (Squalius cephalus) y la colmilleja (Cobitis maroccana).
La vegetación bajo la presa es principalmente chopos (Populus), mimbreras (Salix sp.) y carrizo (Phragmites australis.), pero también sauces, alisos y matorrales.
Entre las aves acuáticas presentes destacan la garza imperial (Ardea purpurea), la garza real (Ardea cinerea), el avetorillo (Ixobrychus minutus), el martinete (Nycticorax nycticorax), la garceta común (Egretta garzetta), la garcilla bueyera (Bubulcus ibis), el somormujo lavanco (Podiceps cristatus), el zampullín chico (Tachybaptus ruficollis), la focha común (Fulica atra), la polla de agua (Gallinula chloropus) y el ánade real (Anas platyrhynchos). Entre las aves de paso y las invernales se encuentran el cormorán grande (Phalacrocorax carbo), la gaviota reidora (Larus ridibundus), la cerceta común (Anas crecca), el pato cuchara (Anas clypeata), el águila pescadora (Pandion haliaetus), el fumarel común (Chelidonias niger), el halcón abejero (Pernis apivorus) y el andarríos grande (Tringa ochropus).
Entre los mamíferos se encuentra la nutria (Lutra lutra), entre los reptiles destaca el galápago leproso (Mauremys leprosa) y se ha detectado la presencia del mejillón cebra (Dreissena polymorpha).